# Agelasta villosipes
Agelasta villosipes là một loài bọ cánh cứng trong họ Cerambycidae.